# أعط كلمات الحزن
أَعطِ كَلماتِ الحُزنْ: رسائل ماريس هولدرز من المكسيك هي مُذكرات عن النسوية والمُغامرات الجنسية في المكسيك للمؤلفة الأمريكية (ماريس هولدر). نُشر الكتاب بعد وفاة المؤلفة عام 1979م بواسطة دار النشر الأمريكية (جروڨ پريس)، بعد مقتل هولدرز في المكسيك عام 1977م، بعمر 36 عاماً.

## التاريخ
بعد أن تم فصلها من عملها كأستاذة بالمدينة الجامعية في فوضى إطلاق النيران بسبب مشاكل مالية بمدينة نيويورك، قررت (هولدر) مُتابعة استكشاف الحياة الجنسية في المكسيك. خلال مسارها في رحلتين طويلين إلى المكسيك من عام 1975م حتى 1977م، كتبت سلسة من الرسائل إلى صديقتها في مدينة نيويورك (إيديث جونز)، وصفت تجاربها في تلك الرسائل، بما في ذلك مُغامراتها الجنسية العديدة، فيما وصفته ب«العطلة من النسوية». كتابات هولدرز لما وصفته بمحاولة لـ«...انتزاع القطعة المميزة من حياتي»، قد قورن بكُلٍ من (جين جانيت، جين ريس وهنري ميلر) في صراحته، براعته الفنية وذكائه. يحوي الكتاب المنشور بالإضافة إلى الرسائل على مُقدمة بواسطة الكاتبة النسوية (كيت مِليت)، وينتهي بخاتمة تصف حياة (هولدرز) وموتها بواسطة صديقة هولدرز المُقربة (سلمى يامبولسكي).

## تاريخ النشر
صدر الكتاب لأول مرة في عام 1979م بغلافٍ صلب بواسطة (جروڨ پريس). صدرت الطبعة ذات الغِلاف الورقي عام 1980م بواسطة (آڨون بوكس). نُشرت الطبعة الألمانية بغلاف صلب تحت عنوان (Ich Atme Mit Dem Herzen) بعام 1981م بواسطة (Büchergild Gutenberg)، (السولو ويكلي نيوز) نشرت مقتطفات من الكتاب كسلسلة من ثلاثة أجزاء في مارس/ أبريل 1779م.

## آراء النُقاد
أثنت مراجعة صحيفة (النيويورك تايمز لمُراجعة الكتب) على الكتاب واصفةً إياهُ بـ«ملفٌ آسر...الرسائل هي إرثها، مِيثاقُها، تبريأتُها»، ووصفته صحيفة (لوس أنجلوس تايمز) بـ«...الشبقية الفكرية...في ملحمة التدمير الذاتي التدريجي لهولدرز تظهر مواجهة كلاسيكية بين نسوية أمريكا الشمالية وذكورية المكسيك.» وُصف أيضاً من قِبل الكاتبة (لين سيجل) كـ«...قصة مروعة من التدمير الذاتي لإمرأة مُضطربة عصبياً»

## أفلام مُعدلة
في عام 1987م تم تعديل الفلم الكندي (A Winter Tan) من كلمات الكتاب، الذي تم عرضه في مهرجان (تورينتو) (ونيويورك) السينمائي عام 1988م، كما حصلت الممثلة (جاكي بوروز) على (جائزة جيني) للأفلام الكندية عن دورها في تصوير شخصية (ماريس هولدرز).
1. ↑  Kirkus Review, June 4th, 1979 نسخة محفوظة 03 مارس 2016 على موقع واي باك مشين.
2. ↑  From Introduction by Kate Millett to Give Sorrow Words, Grove Press 1979
3. ↑  The New York Review of Books, June 10 1979. "Holder,+Maryse."&c=article&versionId=57468423 نسخة محفوظة 04 مارس 2016 على موقع واي باك مشين.
4. ↑  LA Times, 1989 نسخة محفوظة 05 مارس 2016 على موقع واي باك مشين.
5. ↑  Straight sex : rethinking the politics of pleasure. Berkeley: University of California Press. ISBN 9780520200012.